# Demeijerea rufipes
Demeijerea rufipes is een muggensoort uit de familie van de dansmuggen (Chironomidae). De wetenschappelijke naam is gepubliceerd in 1761 door Linnaeus.